# روبی ترنر
روبی ترنر (انگلیسی: Ruby Turner؛ زادهٔ ۲۲ ژوئن ۱۹۵۸) بازیگر، ترانه‌سرا و خواننده سول جامائیکایی-بریتانیایی است. وی از سال ۱۹۸۳ میلادی تاکنون مشغول فعالیت بوده‌است.
مابین سال‌های ۱۰۸۶ تا ۱۹۹۵، هشت تک‌آهنگ او به جدول تک‌آهنگ‌های بریتانیا راه یافت.
از فیلم‌ها یا مجموعه‌های تلویزیونی که وی در آن‌ها نقش داشته‌است می‌توان به در واقع عشق اشاره نمود.